# Михалевич Володимир
Володимир Михалевич (? -?)  — білоруський громадсько-політичний діяч.
Член Білоруської партії соціалістів-революціонерів (БПСР). У жовтні 1920 — входив до Обласного комітету, утвореного есерами у Вільнюсі. У 1920 — керівник персонального відділу Білоруської військової комісії (або керівник загального відділу, або діловод БВК).
У 1921 році — адміністратор вільнюської білоруської газети "Білоруський дзвін (1921 р.) Був секретарем зборів іноземної групи БПСР в Каунасі 7 липня 1921 року.
Входив до складу 33 білорусько-литовських діячів, яких польська влада в ніч з 19 на 20 січня 1922 року заарештувала, а після примусово виселила з Вільнюса (Середня Литва).
У 1925 році жив у Мінську.